# Palaeoraphe
Palaeoraphe és un gènere extint de palmeres (Arecaceae), monotípic, Palaeoraphe dominicana vivia al Miocè amb dipòsits d'ambre a l'illa Hispaniola. El gènere es coneix per una sola flor completa de 10,8 mm de diàmetre.